# Karl von Eberstein
Karl von Eberstein, född den 14 januari 1894 i Halle an der Saale, död den 10 februari 1979 i Tegernsee, var en tysk Obergruppenführer och general i Waffen-SS. von Eberstein var 1936–1942 polischef i München och 1938–1945 Högre SS- och polischef i distriktet Süd med säte i München. Koncentrationslägret Dachau var beläget i von Ebersteins polisdistrikt.